# Сироїжка луската
Сироїжка луската, товстуха (Russula virescens (Schaeff.) Fr.) — їстівний гриб з родини сироїжкових — Russulaceae. Місцева назва — щеблячка.

## Будова
Шапка 5-10(12-15) см у діаметрі, щільном'ясиста, напівкуляста, згодом опуклорозпростерта, у центрі часто увігнута, сіро-зелена, луската, суха з тонким рубчастим краєм. Шкірка не знімається. Пластинки спочатку білі, потім кремові. Спорова маса біла, пізніше кремова. Спори 7-9 Х 7-8 мкм. Ніжка 4-7 Х 1,5-4 см, щільна, біла. М'якуш солодкий, білий, щільний, без особливого запаху.

## Життєвий цикл
Збирають у серпні — жовтні.

## Поширення та середовище існування
В Україні поширена на Поліссі та в Лісостепу. Росте у листяних (дубових і березових) та мішаних лісах.

## Практичне використання
Добрий їстівний гриб. Використовують смажені або варені сироїжки, про запас засолюють.